# Marcador fluorescent

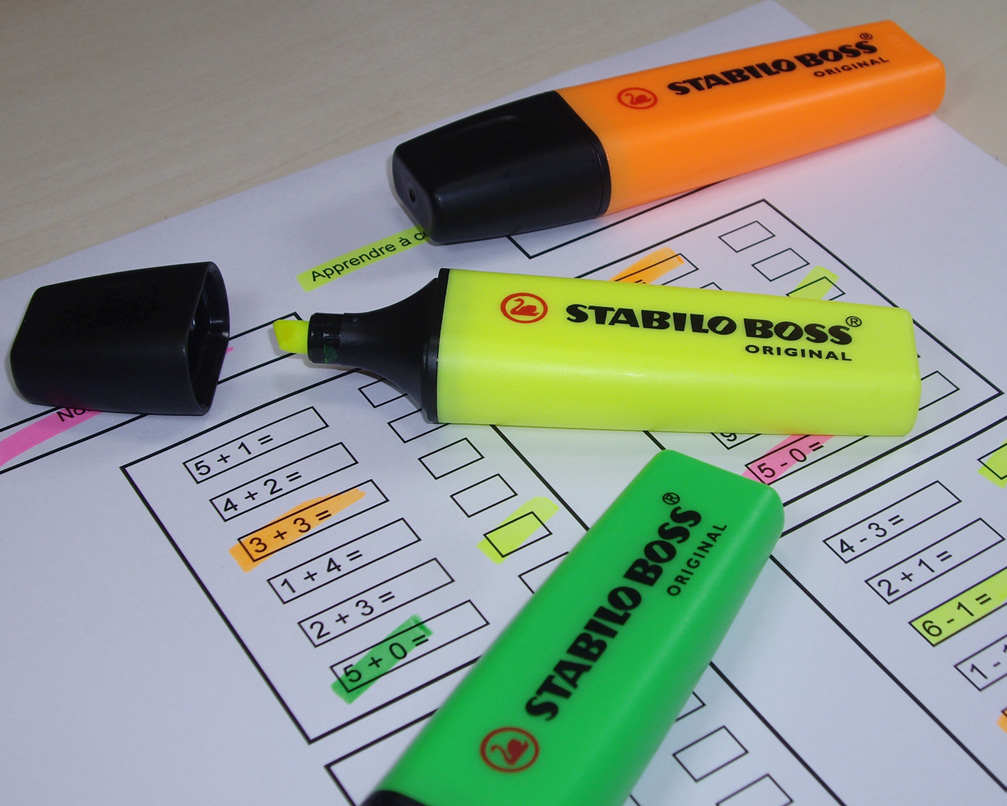
Ressaltat de diferents colors.

Un marcador fluorescent o retolador fluorescent, és un tipus de marcador de tinta fluorescent que s'utilitza per a assenyalar les parts més importants d'un text donat. Els més comuns són els grocs, però també n'hi ha de color taronja, verd, blau cel, rosa i violeta.
Un fabricant líder de marcadors fluorescents és Stabilo, i en el llenguatge quotidià, algunes persones fan servir el terme Stabilo  per a referir-se a un marcador fluorescent.
Alguns programaris de processament de text ofereixen la possibilitat de simular un ressalt de les paraules semblant en aparença al que fa un marcador fluorescent